# 野村優介
野村優介（日语：／），1987年3月2日— ），日本漫畫家，京都府出身。

## 生平
曾在日向武史的《籃球少年王》及諫山創的《進擊的巨人》下擔任助手。2013年憑《砂人之皇》以漫畫家身分出道。
2018年起，以金城宗幸為原作者、野村優介擔任作畫的《藍色監獄》在《週刊少年Magazine》開始連載。2021年，該作獲得第45屆講談社漫畫賞少年部門獎項。

## 作品列表

### 漫畫
- 類型：大致可分為「連載」和「短篇」兩種類型
- 單行本：如未收錄會特別註明。

|  | 連載作品 |  | 短篇作品 |

|   | 作品名       | 種   | 出版社    | 掲載刊物                             | 單行本 | 備註           |
| - | ------------ | ---- | --------- | ------------------------------------ | ------ | -------------- |
| 1 | 砂人之皇     | 短篇 | 講談社    | 《週刊少年Magazine》2013年18號       | 未     |                |
| 2 | 玩偶殺人遊戲 | 連載 | Manga Box | 《Manga Box》2014年37号 - 2017年43号 | —      | 原作：蔵人健吾 |
| 3 | 藍色監獄     | 連載 | 講談社    | 《週刊少年Magazine》2018年35号－     | —      | 原作：金城宗幸 |

### 單行本
- 《玩偶殺人遊戲》，原作：藏人幸明，講談社〈講談社Comics〉，2015年－2017年，全11卷。
- 《藍色監獄》，原作：金城宗幸，講談社〈講談社Comics〉，2018年－連載中，截至2025年8月共35卷。

## 關聯人物
助手
- 蒲夕二[7]

## 外部連結
- 野村優介的X（前Twitter）